# Egipt na Letnich Igrzyskach Olimpijskich 1956
Egipt na Letnich Igrzyskach Olimpijskich 1956 reprezentowało trzech mężczyzn startujących tylko w zawodach jeździeckich rozegranych w Sztokholmie. Był to ósmy występ tego kraju na igrzyskach olimpijskich.

## Wyniki

### Jeździectwo
- Mohamed Selim Zaki na koniu Inch'Allah
  - skoki przez przeszkody (9. miejsce)
  - skoki przez przeszkody drużynowo (nie ukończył)
- Gamal Haress na koniu Nefertiti II
  - skoki przez przeszkody (21. miejsce)
  - skoki przez przeszkody drużynowo (nie ukończył)
- Omar El-Hadary na koniu Auer
  - skoki przez przeszkody (nie ukończył)
  - skoki przez przeszkody drużynowo (nie ukończył)